# فسفرو اسید
فسفرو اسید (به انگلیسی: Phosphorous acid) با فرمول شیمیایی H3PO3 یک ترکیب شیمیایی است که جرم مولی آن 82.00 g/mol می‌باشد. شکل ظاهری این ترکیب، جامد سفید آب شونده است.

## ساختار
فسفرو اسید یک ترکیب مولکولی است، یعنی بین اتمهای سازندهٔ آن پیوند کووالانسی برقرار است. در این ساختار، فسفر اتم مرکزی است و دو گروه OH و یک اتم O و یک اتم H به آن متصل هستند. اتم فسفر از اوربیتال‌های هیبریدی sp3 استفاده کرده و به مولکول، ساختاری چهاروجهی می‌دهد.
با توجه به اختلاف الکترونگاتیوی بین اکسیژن و فسفر و همین‌طور اکسیژن و هیدروژن، اکثر پیوندهای این مولکول قطبی هستند که منجر می‌شود فسفرو اسید نیز یک مولکول قطبی محسوب بشود.

## خواص فیزیکی
این مولکول قطبی است و در حلالهایی همانند آب به خوبی حل می‌شود. جاذبه بین مولکول‌های فسفرو اسید از نوع نیروهای دوقطبی-دوقطبی است و هم‌چنین پیوند هیدروژنی نیز بین این مولکول‌ها شکل می‌گیرد (بین هیدروژن متصل به اکسیژن از یک مولکول و اکسیژن مولکول دیگر).

## طرز تهیه
روش اصلی تهیهٔ فسفرو اسید، حل کردن P4O6 یا همان تترافسفر هگزااکسید (دی‌فسفر تری‌اکسید) درون آب است:
P4O6+H2O→4H3PO3

## خواص شیمیایی
مهم‌ترین خاصیت شیمیایی فسفرو اسید، خصلت اسیدی آن است. در این مولکول دو اتم هیدروژن وجود دارد که به اتم اکسیژن متصل هستند و هیدروژن اسیدی محسوب می‌شوند. پس فسفرو اسید در محیط آبی به عنوان اسید دو پروتونی عمل می‌کند. لازم به ذکر است که در محیط‌های غیرآبی می‌توان از هیدروژن متصل به فسفر هم خصلت اسیدی گرفت.
+ H3PO3+H2O→H2PO3-+H3O 
H2PO3-+H2O→HPO3-+H3O+